# Saint-Michel-de-Castelnau

Saint-Michel-de-Castelnau este o comună în departamentul Gironde din sud-vestul Franței. În 2009 avea o populație de 238 de locuitori.

## Evoluția populației
| An        | 1975 | 1982 | 1990 | 1999 | 2006 | 2009 |
| --------- | ---- | ---- | ---- | ---- | ---- | ---- |
| Populație | 268  | 224  | 211  | 216  | 233  | 238  |